# Колосовский, Николай Николаевич
Колосо́вский Никола́й Никола́евич (1891—1954), советский экономист и экономико-географ, один из создателей советской районной школы экономической географии. Лауреат Сталинской премии первой степени (1942).

## Биография
Родился в семье служащего Нижегородского ярмарочного управления. В 1916 г. окончил Санкт-Петербургский институт инженеров путей сообщения и был направлен в Забайкальский округ для строительства стратегических железных дорог.
В 1921—1931 работал в Госплане СССР (председатель Сиббюро), где занимался экономическим районированием, разработкой схем изучения и освоения ресурсов Сибири и Дальнего Востока (Урало-Кузнецкий комбинат, Транссибирская сверхмагистраль, Ангарострой, очаговое освоение Севера).
В 1931—1936 Колосовский работал в институте Гидроэнергопроект, где разрабатывал проект создания Ангаростроя, в частности его первой очереди — т. н. Байкальско-Черемховского энерго-промышленного комплекса.
В 1936—1946 гг. работал в структурах АН СССР, в частности в СОПСе. Во время Великой Отечественной войны руководил развертыванием военной промышленности на Урале, решением связанных с этим транспортных проблем. Колосовский был включён в комиссию Академии наук по мобилизации ресурсов Урала на нужды обороны страны. Активно работая в составе этой комиссии, Колосовский подготовил ряд важных мероприятий, способствовавших улучшению работы железнодорожного транспорта в военное время, увеличению пропускной и провозной способности железных дорог.
Похоронен на Ваганьковском кладбище.
В честь Н. Н. Колосовского названа гора в Антарктиде (Земля Королевы Мод, 71°41′ ю.ш., 11°36′ в.д., открыта и нанесена на карту в 1961 году, название присвоено в 1966 году).

## Научная и преподавательская деятельность
После окончания войны Колосовский сосредоточился на преподавании, был профессором кафедры экономической географии СССР Географического факультета МГУ, где читал лекции с 1931. Ранее преподавал в Институте народного хозяйства им. Плеханова. Им был создан авторский курс лекций по экономическому районированию, разработан понятийный аппарат советской районной школы экономической географии.
Н. Н. Колосовский ввел в научную практику такие понятия, как энерго-производственный цикл (совокупность производств, объединённых связями по сырью и энергии), территориально-производственный комплекс (совокупность производств, от размещения которых на одной площадке достигается дополнительный экономический эффект), разрабатывал теорию экономического районирования. Ввел в обращение понятия «территориально-производственный комплекс» (тпк) и «энерго-производственный цикл» (эпц).

### Научные труды
- Экономика Дальнего Востока, М., 1926 (соавтор)
- Будущее Урало-Кузнецкого комбината, М. — Л., 1932
- Основы экономического районирования, М., 1958
- Теория экономического районирования, М., 1969